# Israel Vibration
Israel Vibration är ett jamaicanskt reggaeband med vokalisttrion Lascelle "Wiss" Bulgin, Albert "Apple Gabriel" Craig, och Cecil "Skeleton" Spence som fast kärna. De hade alla som barn polio och träffades på ett rehabilitationscenter. De tillhör första generationens reggaeartister, men debuterade inte förrän i mitten av 1970-talet efter att åter ha träffats efter flera år. Trion har samarbetat med flera av Jamaicas mest framstående musiker. 

## Diskografi
- The Same Song (1978)
- Unconquered People (1980)
- Why You So Craven (1981)
- Strength of My Life (1989)
- Dub Vibration: Israel Vibration in Dub (1990)
- Praises (1990)
- Forever (1991)
- Vibes Alive (1992)
- IV (1993)
- I.V.D.U.B. (1994)
- Survive (1995)
- On the Rock (1995)
- Dub the Rock (1995)
- Sugar Me (1995)
- Israel Dub (1996)
- Free to Move (1996)
- Live Again! (1997)
- Pay the Piper (1999)
- Practice What Jah Teach (1999)
- Jericho (2000)
- Dub Combo (2001)
- Fighting Soldiers (2003)
- Live & Jammin (2003)
- Stamina (2007)
- Reggae Knights (2010)
- Play It Real (2015)
- Reggae Music Never Dies (2025)